# 정희태
정희태(1974년 7월 5일 ~ )는 대한민국의 배우이다.

## 학력
- 울산제일고등학교
- 중앙대학교 신문방송학 학사

## 연기 활동

### 드라마
- 2003년 MBC 단막극 《베스트극장 - 해치의 뿔》
- 2003년 SBS 드라마 스페셜 《천국의 계단》
- 2003년 MBC 주말드라마 《회전목마》
- 2007년 MBC 일일드라마 《내 곁에 있어》 - 하 교수 역
- 2008년 MBC 아침드라마 《하얀 거짓말》 - 안 비서 역
- 2009년 MBC 수목드라마 《돌아온 일지매》 - 우돌 역
- 2010년 KBS1 주말드라마 《전우》 - 인민군 원철 역
- 2011년 SBS 월화드라마 《파라다이스 목장》 - 박진영의 회사 대표 역
- 2011년 MBC 주말드라마 《내 마음이 들리니》 - 형사 역
- 2011년 KBS1 대하드라마 《광개토태왕》 - 바타르 역
- 2012년~2013년 SBS 월화드라마 《드라마의 제왕》 - 김동천 검사 역
- 2013년 MBC 주말드라마 《금 나와라, 뚝딱!》 - 오상구 역
- 2014년 KBS1 주말드라마 《정도전》 - 이숭인 역
- 2014년 tvN 금토드라마 《미생》 - 정희석 역
- 2015년 KBS2 월화드라마 《블러드》 - 최우식 역
- 2015년 KBS2 TV소설 《그래도 푸르른 날에》 - 정만수 역
- 2015년 KBS2 수목드라마 《어셈블리》 - 임규태 역
- 2015년 KBS2 단막극 《KBS 드라마 스페셜 - 낯선 동화》 - 기풍 역
- 2015년 MBC 수목드라마 《달콤살벌 패밀리》
- 2016년 KBS2 월화드라마 《무림학교》 - 김대호 역
- 2016년 KBS2 TV소설 《내 마음의 꽃비》 - 이수창 역
- 2016년 KBS2 월화드라마 《뷰티풀 마인드》 - 박수범 역
- 2016년 KBS2 단막극 《KBS 드라마 스페셜 - 즐거운 나의 집》 - 의사 역
- 2017년 KBS2 주말드라마 《아버지가 이상해》 - 강우섭 역
- 2017년 SBS 월화드라마 《조작》 - 박진우 역
- 2017년 OCN 주말드라마 《구해줘》 - 노숙자 역
- 2017년 KBS2 월화드라마 《마녀의 법정》 - 세나의 아빠 / 형사 역
- 2017년 JTBC 금토드라마 《더 패키지》 - 김과장 역
- 2017년 웹드라마 《날아올라》 - 수사관 역
- 2018년 KBS2 월화드라마 《라디오 로맨스》 - 안봉섭 역
- 2018년 tvN 토일드라마 《미스터 션샤인》
- 2018년 JTBC 월화드라마 《라이프》 - 서지용 역
- 2018년 SBS 드라마 스페셜 《흉부외과 - 심장을 훔친 의사들》 - 이대영 역
- 2019년 KBS2 월화드라마 《동네변호사 조들호 2: 죄와 벌》 - 박 검사 역
- 2019년 tvN 토일드라마 《자백》 - 서근표 역
- 2019년 SBS 월화드라마 《17세의 조건》 - 서연 부 역
- 2019년 tvN 수목드라마 《청일전자 미쓰리》 - 황지상 역
- 2020년 MBC 월화드라마 《카이로스》 - 박주명 역 (특별출연)
- 2020년 JTBC 금토드라마 《허쉬》 - 서재원 역 (특별출연)
- 2021년 tvN 월화드라마 《나빌레라》 - 영일 역
- 2021년 KBS2 월화드라마 《오월의 청춘》 - 중년 김경수 역 (1회, 11회 특별출연)
- 2021년 JTBC 수목드라마 《공작도시》 - 양원록 역
- 2022년 ENA 수목드라마 《이상한 변호사 우영우》 - 기자 역 (특별출연)
- 2022년 Disney+ 웹드라마 《형사록》 - 이정범 역
- 2022년 JTBC 금토일드라마 《재벌집 막내아들》 - 이항재 역
- 2023년 ENA 월화드라마 《마당이 있는 집》 - 도경 역
- 2024년 tvN 월화드라마 《웨딩 임파서블》 - 김민섭 역
- 2024년 tvN 토일드라마 《감사합니다》 - 강일권 역
- 2024년 tvN 단막극 《O'PENing - 고물상 미란이》 - 신함식 역
- 2024년 삼성SDS 웹드라마 《자, 이젠 AI작이야》 - 배성철 역
- 2024년 tvN 월화드라마 《좋거나 나쁜 동재》 - 주정기 역
- 2025년 KBS2 수목드라마 《남주의 첫날밤을 가져버렸다》 - 도배명 역

### 영화
- 2000년 《가위》 ... 청년 역
- 2002년 《해안선》 ... 대원 7 역
- 2003년 《동갑내기 과외하기》 ... 집앞 경찰 역
- 2003년 《아카시아》 ... 성준 역
- 2003년 《위대한 유산》 ... 오 형사 역
- 2004년 《목포는 항구다》 ... 골목길 양아치 역
- 2004년 《라이어》 ... 기자 2 역
- 2004년 《내 남자의 로맨스》 ... 파마 남자 역
- 2004년 《침대 퍼포먼스》 ... 라기 역
- 2005년 《파송송 계란탁》 ... 경찰 역
- 2005년 《간 큰 가족》 ... 철물점 남 역
- 2005년 《러브 토크》 ... 전성호 역
- 2005년 《나들이》 ... 아들 역
- 2006년 《내 청춘에게 고함》 ... 결혼할 동창 역
- 2006년 《무도리》 ... 태원 역
- 2008년 《아이스 커피》 ... 대수 역
- 2011년 《귀신소리 찾기》 ... 필우 역
- 2011년 《흉터》 ... 상협 역
- 2011년 《가해자》
- 2011년 《독개구리》
- 2012년 《밀월도 가는 길》 ... 유실물센터직원 역
- 2012년 《엄마에게》 ... 준섭 역
- 2012년 《26년》 ... 터미널 과장 역
- 2012년 《그녀》
- 2012년 《7번방의 선물》 ... 박 반장 역
- 2013년 《몽타주》 ... 감청팀 역
- 2013년 《한복자》 ... 박동섭 역
- 2013년 《고양이》 ... 지웅 부 역
- 2014년 《남자가 사랑할 때》 ... 태일 의사 1 역
- 2014년 《10분》 ... 노조지 부장 역
- 2014년 《신촌좀비만화》 ... 관계자 역
- 2014년 《마녀》 ... 세영 부 역
- 2014년 《설계》 ... 종수 역
- 2014년 《미성년》 ... 정장사내 역
- 2014년 《북쪽에서 온 여행자》 ... 중국 남자 역
- 2016년 《럭키》 ... 김필규(김이사) 역
- 2017년 《폭력의 씨앗》 ... 박 과장 역
- 2017년 《7호실》 ... 전당포 직원 역
- 2018년 《봄이가도》 ... 아빠 역
- 2018년 《인사3팀의 캡슐커피》
- 2018년 《나들이》 ... 이병환 역
- 2018년 《스트레인저》
- 2019년 《파도치는 땅》 ... 영기 역
- 2019년 《어린 의뢰인》 ... 동철 역
- 2019년 《진범》 ... 정 변호사 역
- 2019년 《힘을 내요, 미스터 리》 ... 경찰관 역
- 2020년 《이웃사촌》 ... 한 비서 역
- 2021년 《새콤달콤》 ... 부장 역
- 2024년 《카브리올레》 ... 부장 역 (특별출연)
- 2025년 《백수아파트》 ... 경비 역

## 연기 외 활동

### 텔레비전 프로그램
- 2017년 EBS1 《EBS 다큐프라임 - 생명의 해류 2000km》 1부 : 지구의 동맥 적도 해류 / 2부 : 한반도 해류의 비밀 - 내레이션
- 2024년 SBS 《꼬리에 꼬리를 무는 그날이야기》 이야기친구

### 광고
- 현대해상

## 수상 및 후보
| 연도 | 시상식                      | 부문                       | 작품            | 결과 |
| ---- | --------------------------- | -------------------------- | --------------- | ---- |
| 2016 | KBS 연기대상                | 일일극부문 남자 우수연기상 | 내 마음의 꽃비  | 후보 |
| 2023 | 제14회 코리아 드라마 어워즈 | KDF상                      | 재벌집 막내아들 | 수상 |